# نيل كوبر
نيل كوبر (بالإنجليزية: Neil Cooper)‏ (12 أغسطس 1958 بأبردين في المملكة المتحدة - ) هو مدرب كرة قدم ولاعب كرة قدم بريطاني في مركز الدفاع. لعب مع غريمسبي تاون ونادي أبردين ونادي بارنسلي ونادي سانت ميرين ونادي هيبرنيان.

## وصلات خارجية
- نيل كوبر على موقع قاعدة بيانات كرة القدم.إي يو (الإنجليزية)